# پلاتیکووو
پلاتیکووو (به بلغاری: Pelatikovo) یک منطقهٔ مسکونی در بلغارستان است که در شهرستان نوستینو واقع شده‌است.